# نائولی

نائولی یکی از شش شاتکارما است که در هاتا یوگای سنتی استفاده می‌شود.

نائولی (ناولی) Nauli پنجمین شاتکارما، که در آن ماهیچه‌های راست شکم منقبض می‌شوند و از نظر عمودی مجزا می‌شوند.  در حالت ایستاده با پاهای باز و زانوهای خمیده انجام می‌شود.
هاتا یوگا پرادیپیکا در قرن پانزدهم ادعا می‌کند که ناولی (به‌طور جادویی) همه بیماری‌ها را از بین می‌برد. 
ناولی تمرینی از هاتا یوگای کلاسیک است.  اغلب در یوگا به عنوان ورزش آموزش داده نمی‌شود. چهار مرحله وجود دارد که یکی پس از دیگری آموخته می‌شود:
1. قفل شکمی، uddiyana bandha: ریه‌ها خالی می‌شوند و شکم به سمت داخل و بالا در زیر لبه پایین قفسه سینه کشیده می‌شود[۴]
2. madhyana nauli: فقط عضلات مرکزی شکم منقبض می‌شوند[۴]
3. vama nauli: فقط عضلات چپ شکم منقبض می‌شوند[۵][۴]
4. daksina nauli: فقط عضلات راست شکم منقبض می‌شوند.[۵][۴]